# Evangelisches Bethaus Wiener Neustadt

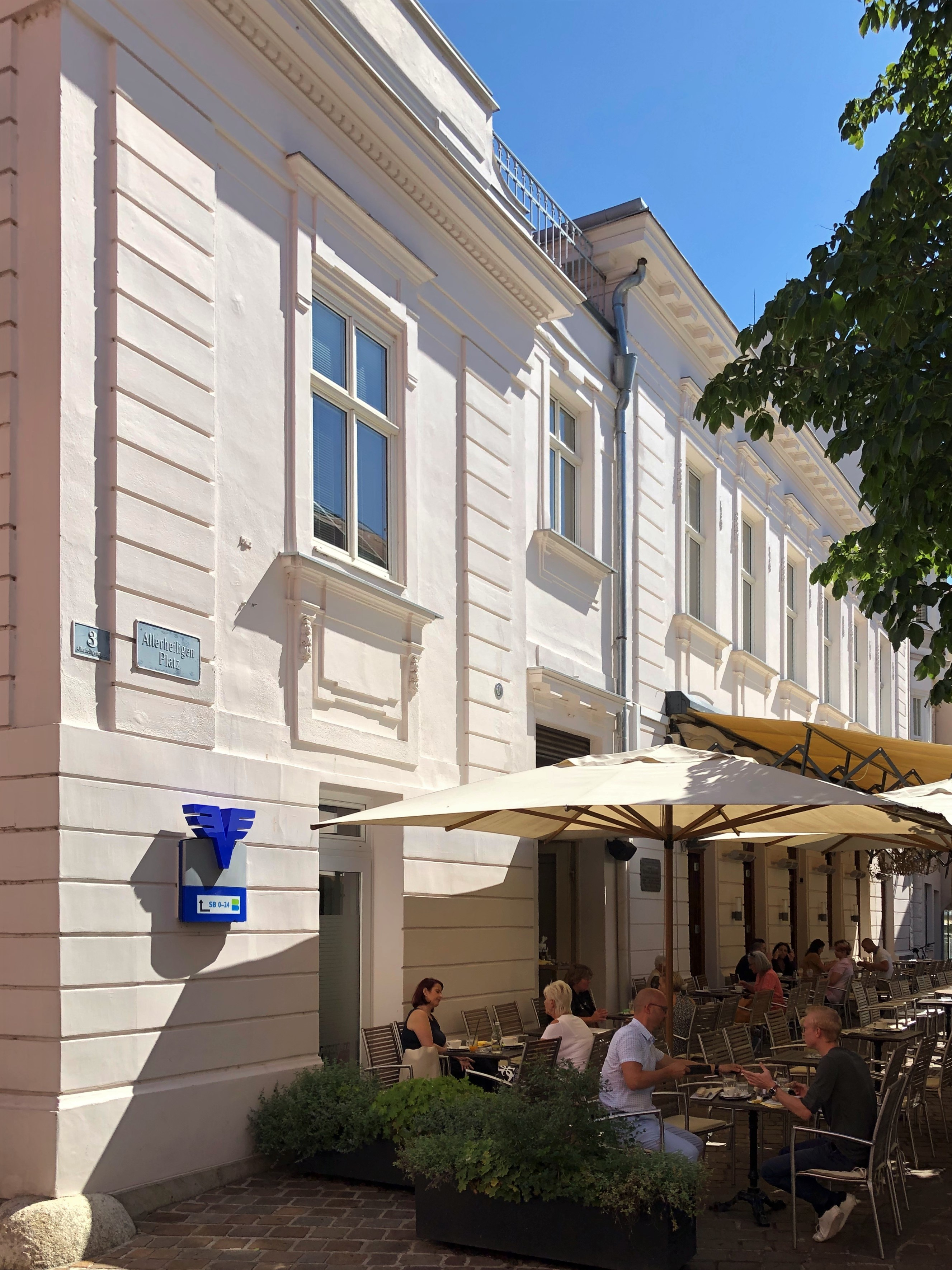
Allerheiligenplatz 1

Das ehemalige Evangelische Bethaus Wiener Neustadt steht in Wiener Neustadt in Niederösterreich am Allerheiligenplatz 1. Es wurde 1909 als Bethaus aus der Nutzung genommen und ist heute ein Kaffeehaus.

## Vorgeschichte
Das Gebäude am Allerheiligenplatz 1 war bis zur Vertreibung der Juden im Jahre 1496/97 die Erste Synagoge Wiener Neustadt. Alle weiteren Einrichtungen einer jüdischen Gemeinde (Rabbinerhaus, Spital, Fleischbank, Mikwe) befanden sich vermutlich in unmittelbarer Umgebung.
Die abgebrannte Synagoge wurde analog zur Ersten Synagoge Neunkirchen zu einem röm.-kath. Gotteshaus mit dem Patrozinium Allerheiligen umgebaut, worauf die Platzbezeichnung hinweist. Diese Allerheiligenkapelle wurde 1784 (unter Joseph II.) aufgehoben. 1834 brannte sie im großen Stadtbrand aus.
Als erstes evangelische Bethaus diente ab 1787 die ehemalige Karmeliterkirche.

## Evangelisches Bethaus Wiener Neustadt

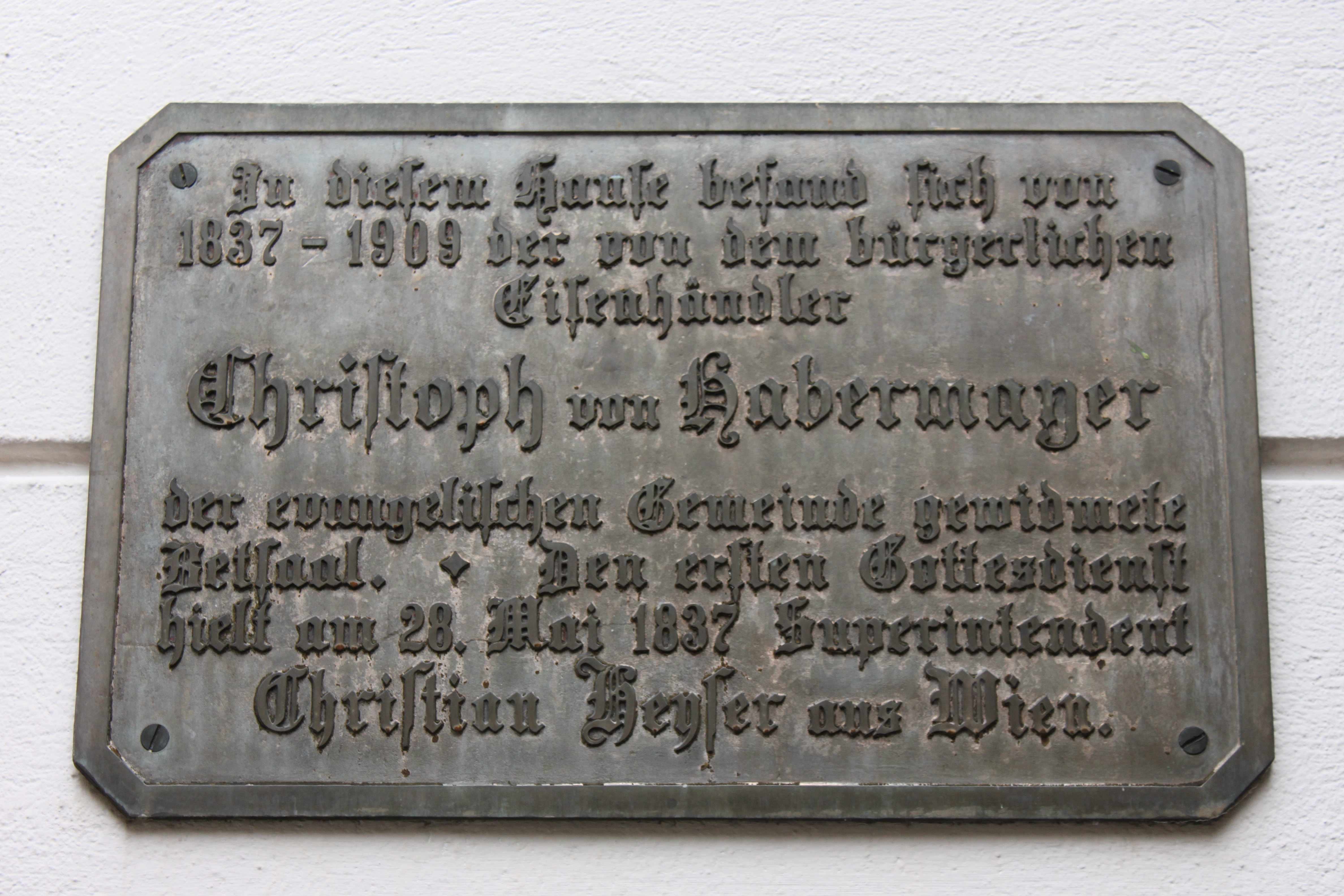
Gedenktafel zum Evangelischen Bethaus

Beim Stadtbrand 1834 wurde das Gebäude zerstört und vom Eisenhändler Christoph von Habermayer als evangelisches Bethaus wiederaufgebaut. Der erste Gottesdienst fand am 28. Mai 1837 mit Superintendent Christian Heyser aus Wien statt. Das zweigeschoßige Gebäude mit einer frühhistoristischen Fassade wurde 1909 im Zuge der Errichtung des Auferstehungskirche als Bethaus aus der Nutzung genommen und wird heute als Kaffeehaus mit Schanigarten genutzt.